# ابراهیم الغانم
ابراهیم عبدالله الغانم (زادهٔ ۲۷ ژوئن ۱۹۸۳ در قطر) بازیکن فوتبال اهل قطر است.
او در سال ۲۰۲۱ از دنیا فوتبال خداحافظی کرد.

## تیم ملی
او ۶۷ بازی ملی برای تیم ملی فوتبال قطر انجام داده است و ۱ گل ملی در کارنامه دارد.

## گل‌های ملی
| # | تاریخ          | مکان | حریف          | نتیجه |
| - | -------------- | ---- | ------------- | ----- |
| ۱ | ۲۸ نوامبر ۲۰۱۰ | عدن  | عربستان سعودی | ۱-۱   |